# Lacerta bilineata
Lézard vert occidental, Lézard à deux raies
Espèce
Synonymes
- Lacerta chloronota Rafinesque, 1810
- Lacerta viridis fejervaryi Vasvári, 1926
- Lacerta viridis chlorosecunda Taddei, 1950

Statut de conservation UICN

 LC  : Préoccupation mineure
Lacerta bilineata est une espèce de sauriens de la famille des Lacertidae. En français elle est nommée Lézard à deux raies, Lézard vert occidental ou encore Lézard à deux bandes. Dans le sud de la France, l'animal est souvent surnommé Limbert, même si ce nom devrait uniquement s'appliquer au Lézard ocellé (Timon lepidus)[réf. souhaitée].

## Répartition

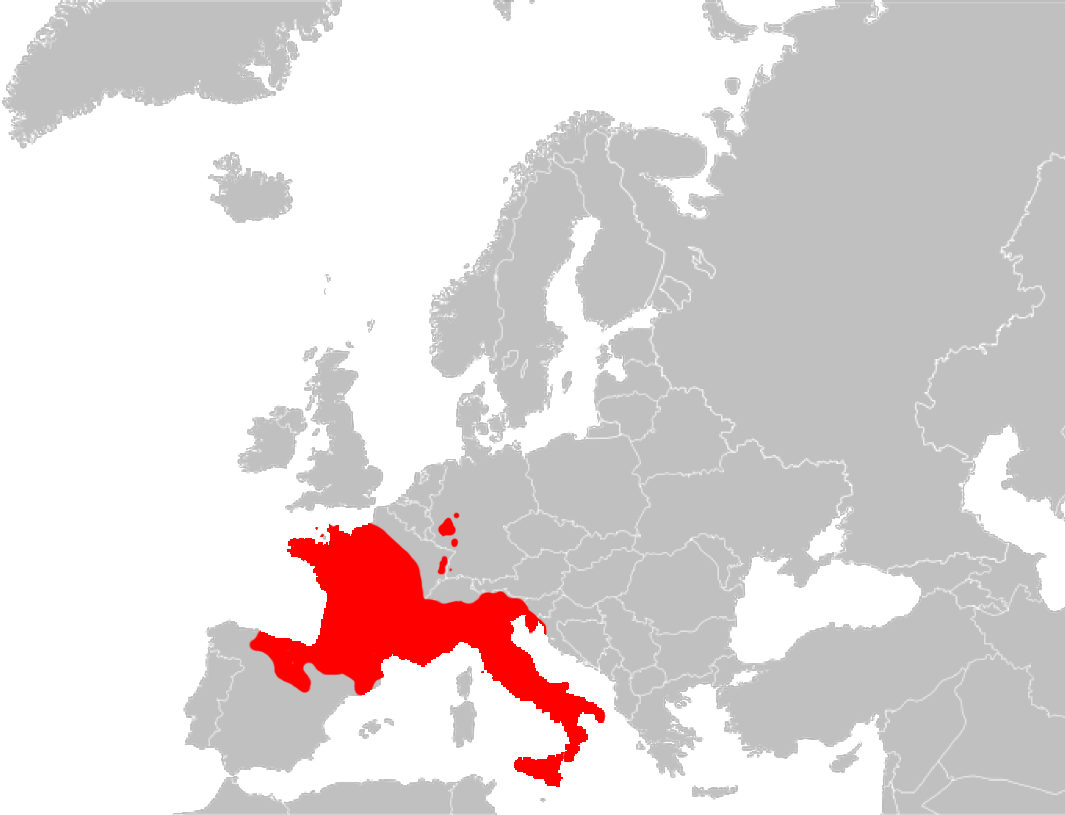
Distribution

Cette espèce se rencontre dans le nord de l'Espagne, en France, à Jersey, à Guernesey, dans l'ouest de l'Allemagne, dans le sud de la Suisse, à Monaco, en Italie, à Saint-Marin et en Croatie.
Elle a été introduite au Kansas aux États-Unis.

## Description

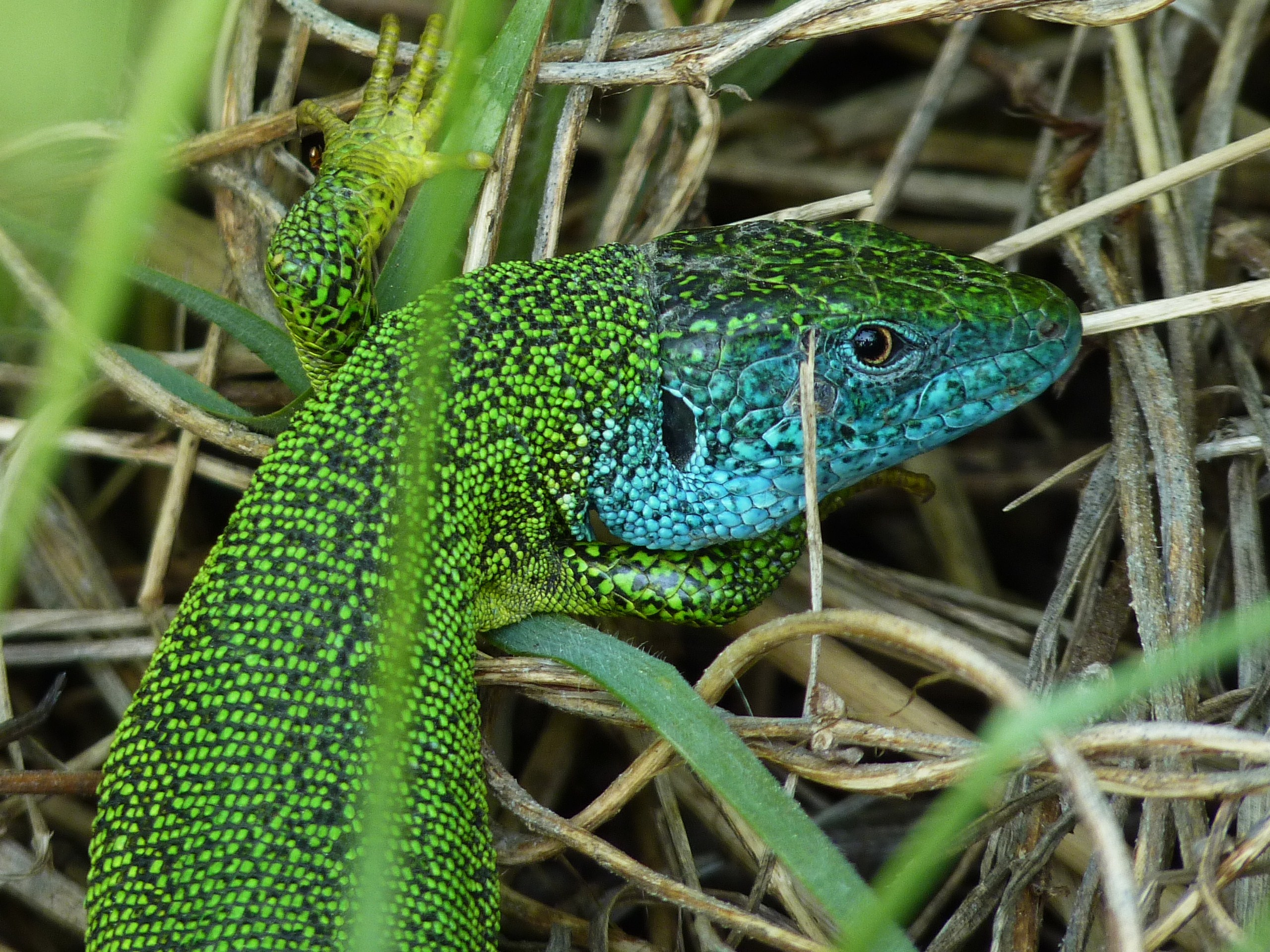
Lacerta bilineata

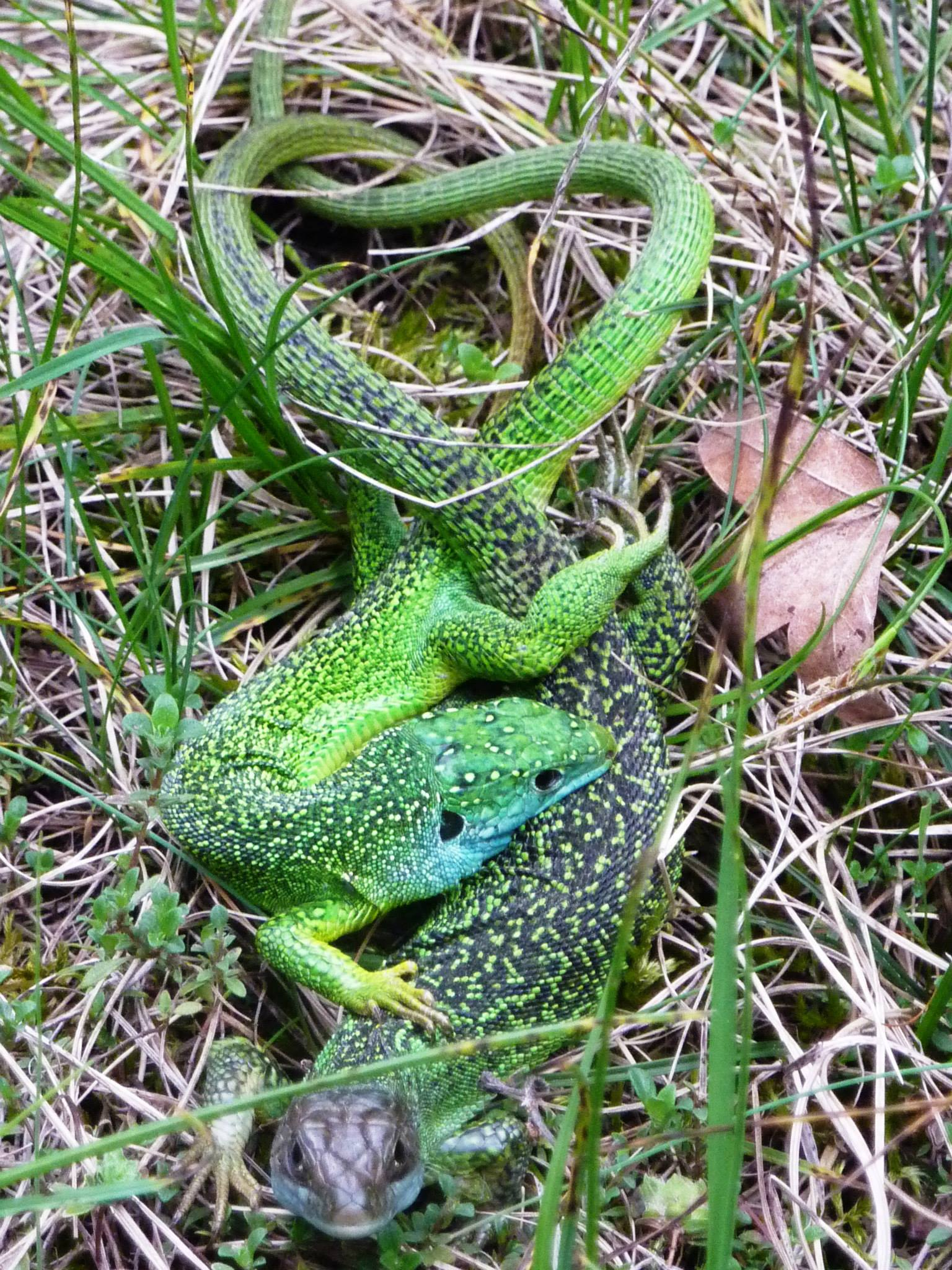
Accouplement du Lézard vert (Lacerta bilineata), avec danse gracieuse des queues en forme de cœur... Comme chez d'autres espèces de lézards, le mâle maintient la femelle en la mordant, mâchoires bloquées, à l'abdomen, pendant le coït.

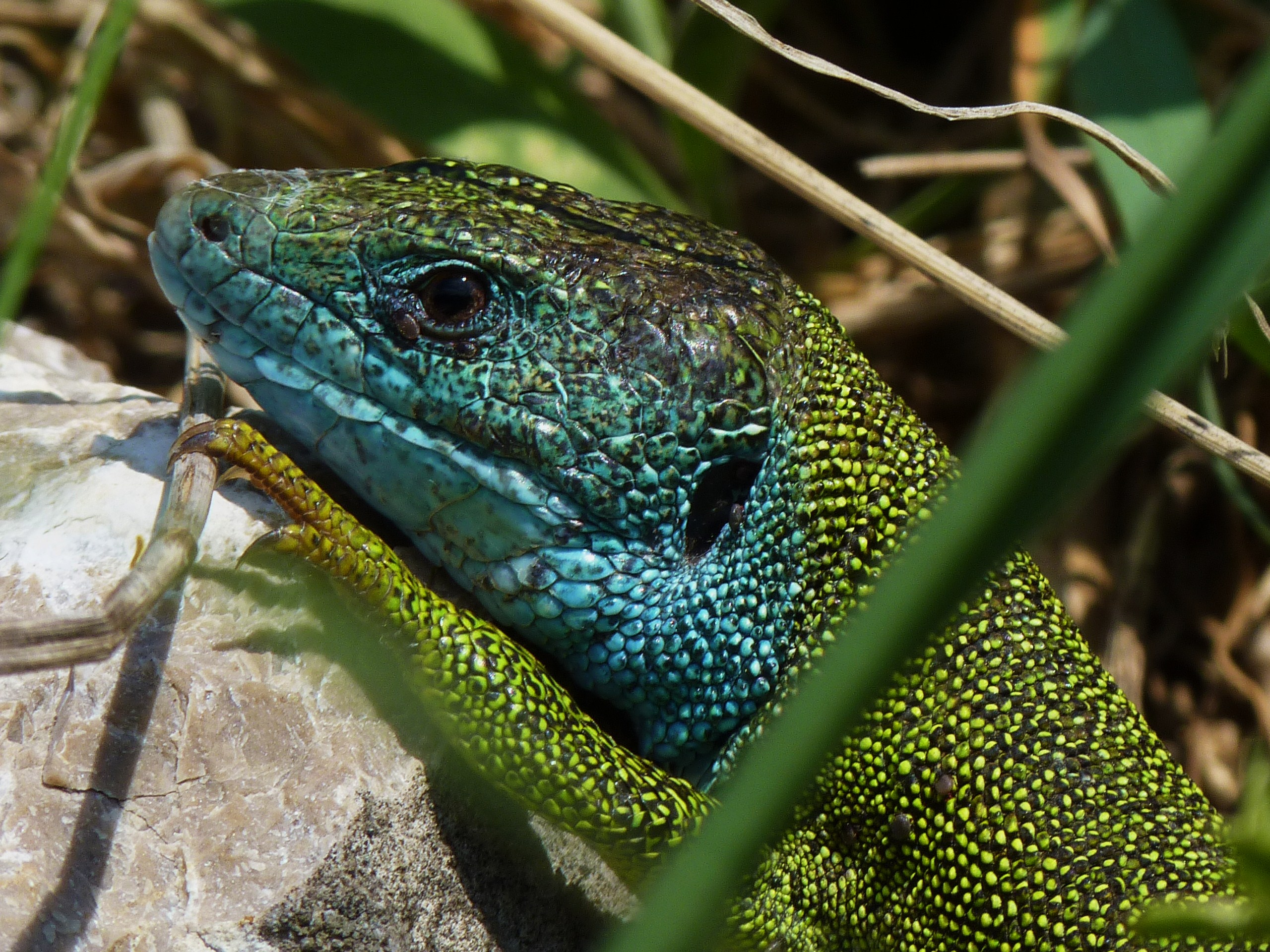
Lacerta bilineata

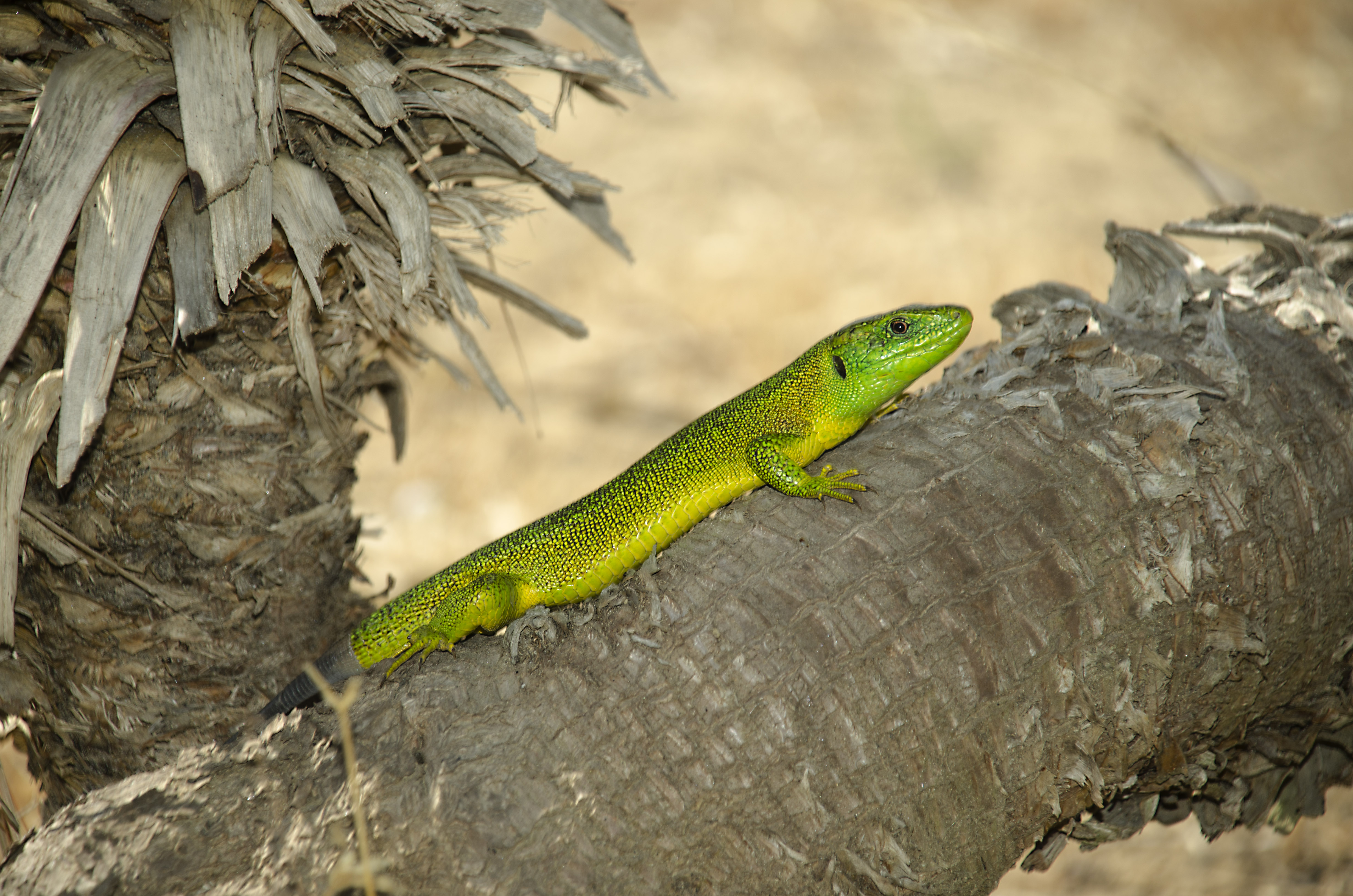
Lacerta bilineata

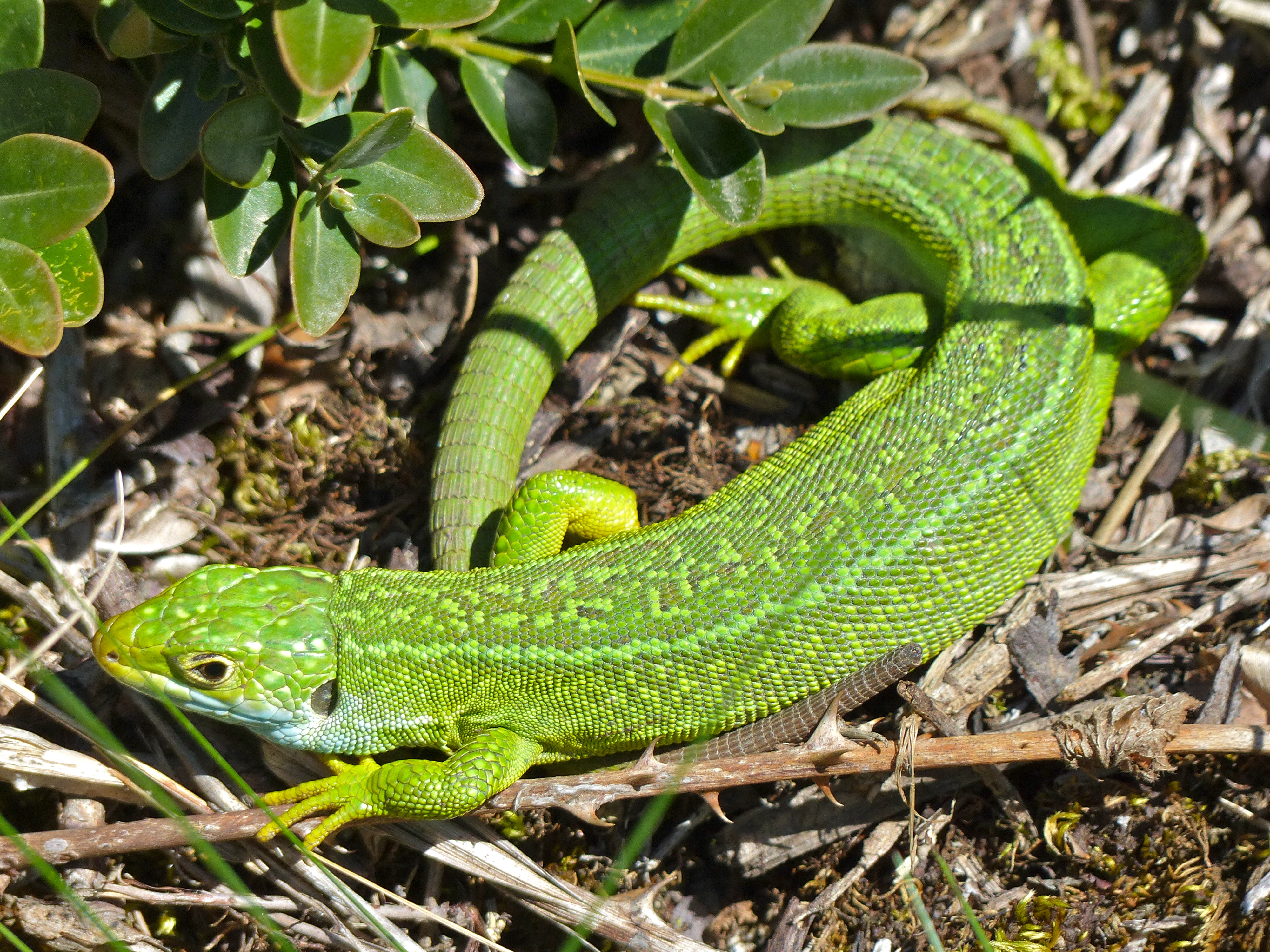
Lacerta bilineata ♀ (Hérault, France)

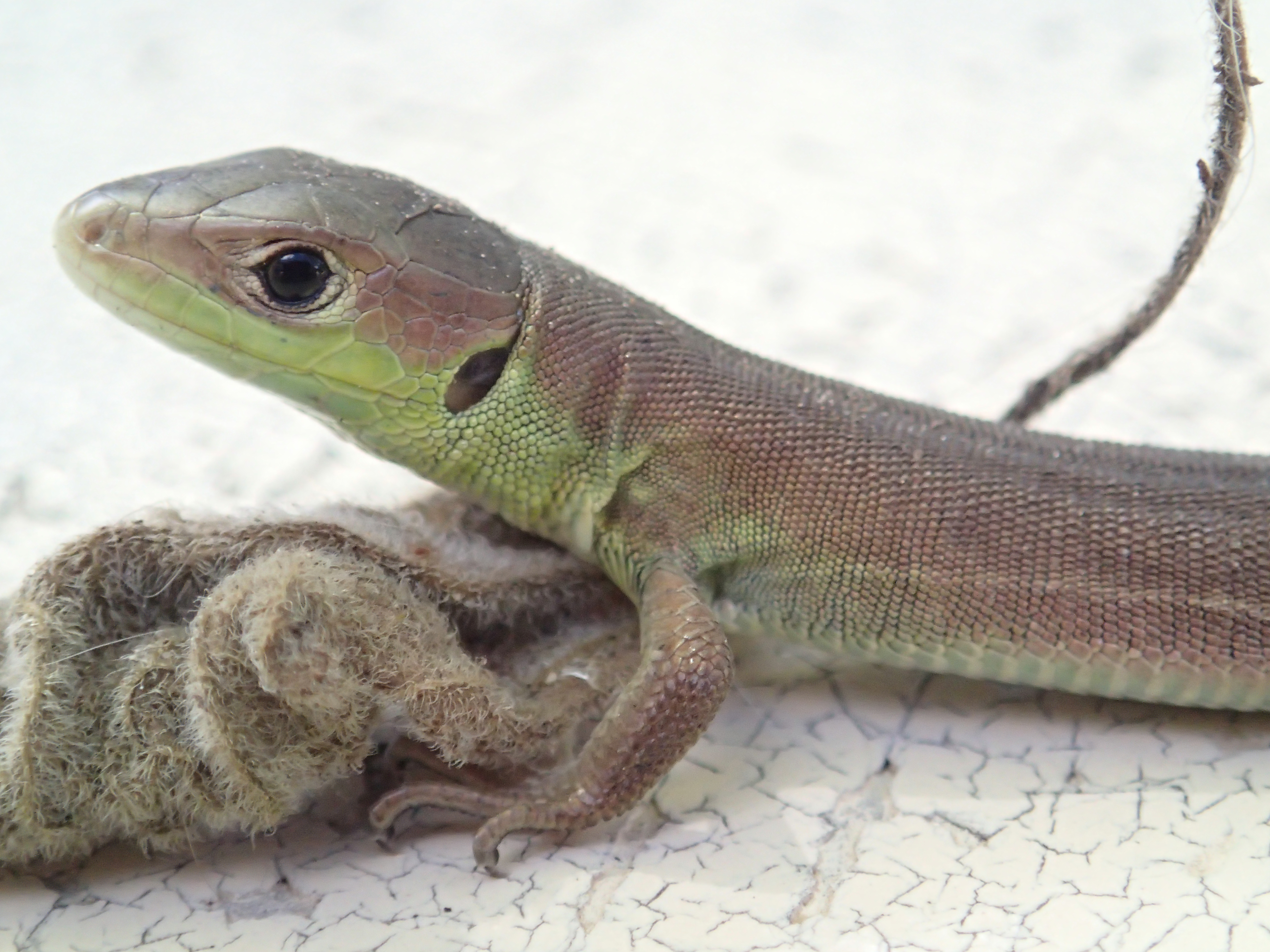
Jeune lézard vert en position de défense

Tout comme son proche cousin Lacerta viridis, Lacerta bilineata a une teinte de fond verte mouchetée de noir.
Il mesure de 19 à 25 cm mais peut atteindre 40 cm avec la queue.
S'il n'y a pas de dimorphisme sexuel de taille, mâles et femelles présentent des couleurs différentes qui permettent de les distinguer.
Le ventre chez les deux sexes est jaune à vert très clair immaculé.
Les mâles adultes sont vert vif soutenu par de petites taches noires réparties de manière uniforme sur l'ensemble du corps. En période de reproduction, la gorge des mâles devient bleu vif. Chez certaines femelles, une coloration bleue peut apparaître sur la gorge, mais jamais aussi étendue et soutenue que chez le mâle.
Les femelles possèdent une coloration plus variée. Leur couleur de fond est vert terne à vert vif, avec des taches noires plus ou moins étendues. Chez les vieilles femelles, les taches noires disparaissent au profit de la coloration vert pâle et foncé.
Les jeunes femelles possèdent un alignement de taches claires, et même parfois deux lignes claires blanches à crème plus ou moins épaisses le long du dos.

Caractères particuliers du juvénile
Les jeunes lézards sont vert terne à marron uni. Des taches sombres et deux à quatre lignes blanchâtres apparaissent sur le dos après la première années. Il est possible de confondre certains individus immatures et des femelles avec des mâles de lézard des souches.
Autres informations
D'après certains auteurs, les femelles se distingueraient généralement par deux lignes blanches sur les côtés du dos et parfois sur les flancs. Les juvéniles ne posséderaient pas la robe verte caractéristique, mais une coloration dorsale marron (plus ou moins claire) et le ventre ainsi que les flancs vert clair.
Mais selon d'autres observateurs, ce sont les individus subadultes qui présentent ces deux bandes blanches bien marquées sur le dos et la queue, ce qui vaut à l'espèce son nom vernaculaire : lézard à deux bandes. Cette spécificité permet de la distinguer de Lacerta viridis.
Selon certaines croyances populaires ce lézard serait hargneux et agressif, refusant de lâcher le doigt qu'il mord. Il est vrai que le lézard vert peut mordre, mais uniquement pour se défendre s’il est capturé. Il pince assez fort mais n’est pas venimeux et finit toujours par lâcher prise. Sa réputation de ne jamais lâcher prise vient de ce que, par réflexe, la personne mordue se redresse, emportant le lézard ; n'ayant plus de contact avec le sol, celui-ci maintient sa prise pour ne pas chuter. Il suffit donc de le laisser en contact avec le sol pour qu'il lâche prise rapidement. En France, cet animal est protégé par la loi (arrêté du 19/11/07), il est donc interdit de le capturer, mutiler ou tuer (un animal déjà mort doit être laissé sur place).

## Liste des sous-espèces
Selon The Reptile Database (28 janvier 2014) :
- Lacerta bilineata bilineata Daudin, 1802
- Lacerta bilineata chloronota Rafinesque, 1810
- Lacerta bilineata chlorosecunda Taddei, 1950
- Lacerta bilineata fejervaryi Vasvári, 1926
- Lacerta bilineata indet Elbing, 2001

## Taxonomie
D'abord décrite sous son nom actuel Lacerta bilineata, cette espèce a ensuite été considérée comme identique à Lacertus viridis. Cette synonymie est levée par Rykena en 1991. L'espèce est ensuite considérée comme une sous-espèce de Lacerta viridis, avant d'être rétablie comme espèce de plein rang par Amann et al. en 1997.

## Publications originales
- Daudin, 1802 : Histoire Naturelle, Générale et Particulière des Reptiles; ouvrage faisant suite à l'Histoire naturelle générale et particulière, composée par Leclerc de Buffon; et rédigee par C.S. Sonnini, membre de plusieurs sociétés savantes. vol. 4, F. Dufart, Paris, p. 1-397 (texte intégral).
- Elbing, 2001 : Fortpflanzungsbiologie und Populationsökologie der Smaragdeidechse (Lacerta viridis, Laurenti, 1768) in ihren brandenburgischen Reliktvorkommen. PhD thesis, Universität Bremen, Germany.
- Rafinesque, 1810 : Caratteri di alcuni nuovi generi e nuove specie di animali e plante della Sicilia. Sanfilippo, Palermo, (texte intégral).
- Taddei, 1950 : La lacerta (Lacerta) in Italia. Commentationes Pontificiae Academiae Scientiarum, vol. 14, no 5, p. 197-219.
- Vasvári, 1926 : Contributions to the knowledge of the form-group of Lacerta viridis Laur. Allattani Kozlemenyek, vol. 23, p. 34-66.

## Galerie

Images du Lézard dit vert (et autres couleurs)
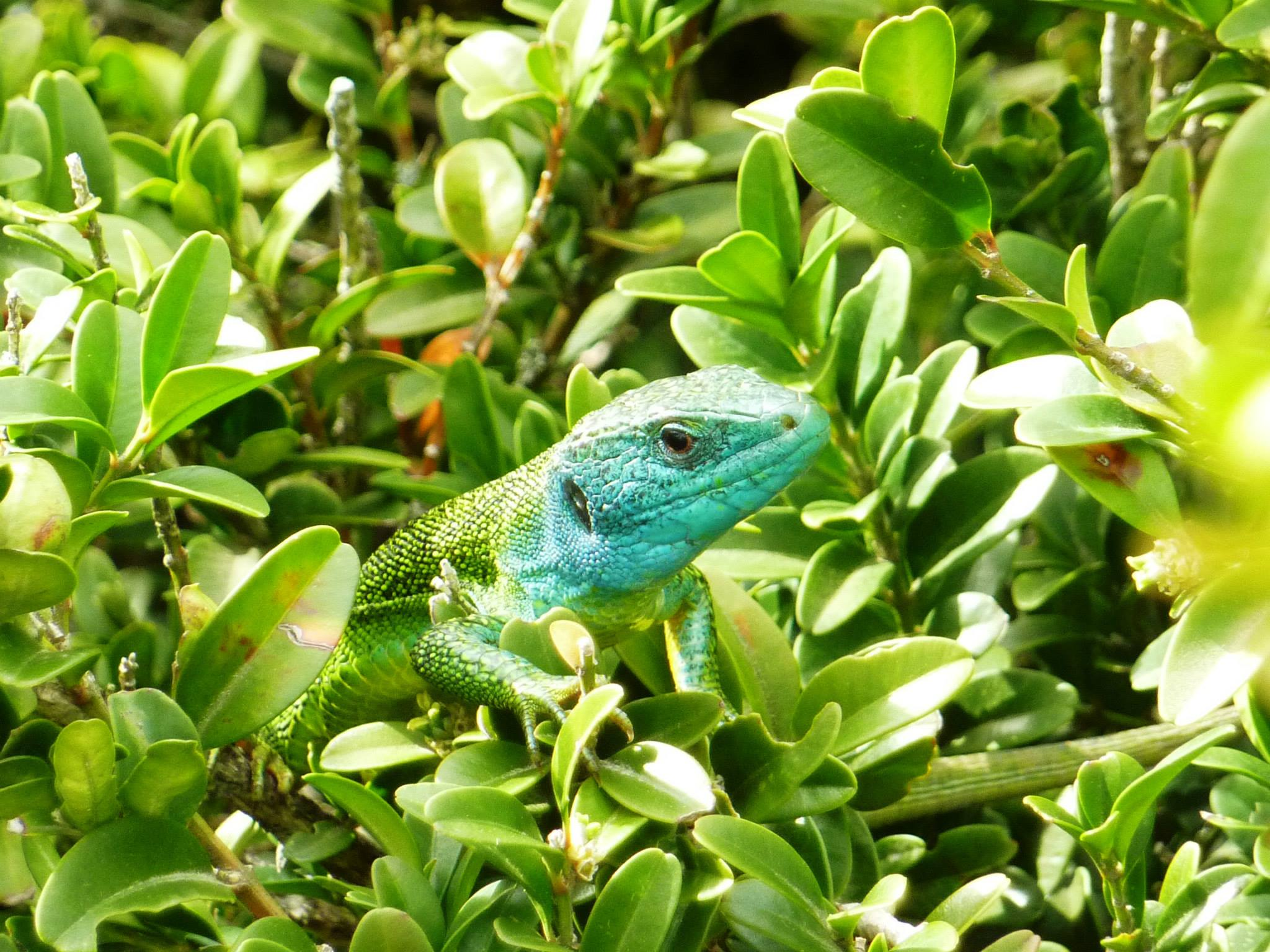
Lézard vert (Lacerta bilineata) - Labeil.
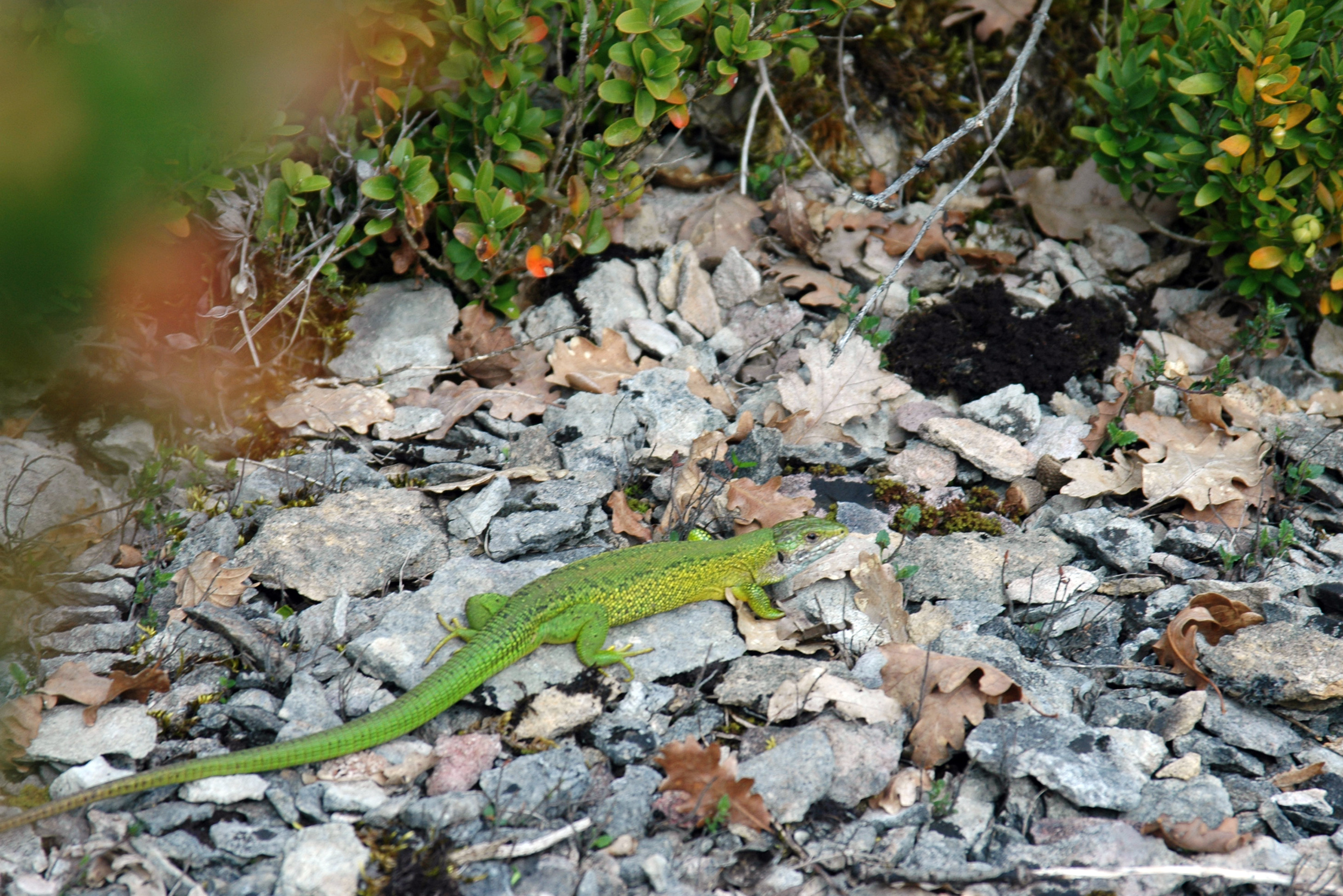
Lézard vert du site naturel protégé de la Boucherette, à Lugny (Saône-et-Loire).
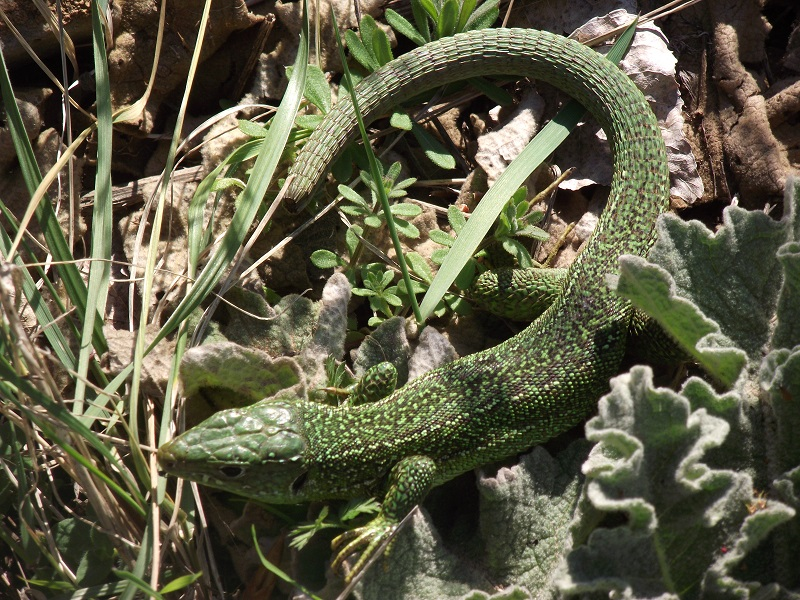
Lézard vert au Malmont, ville de Draguignan (Var, 2013).
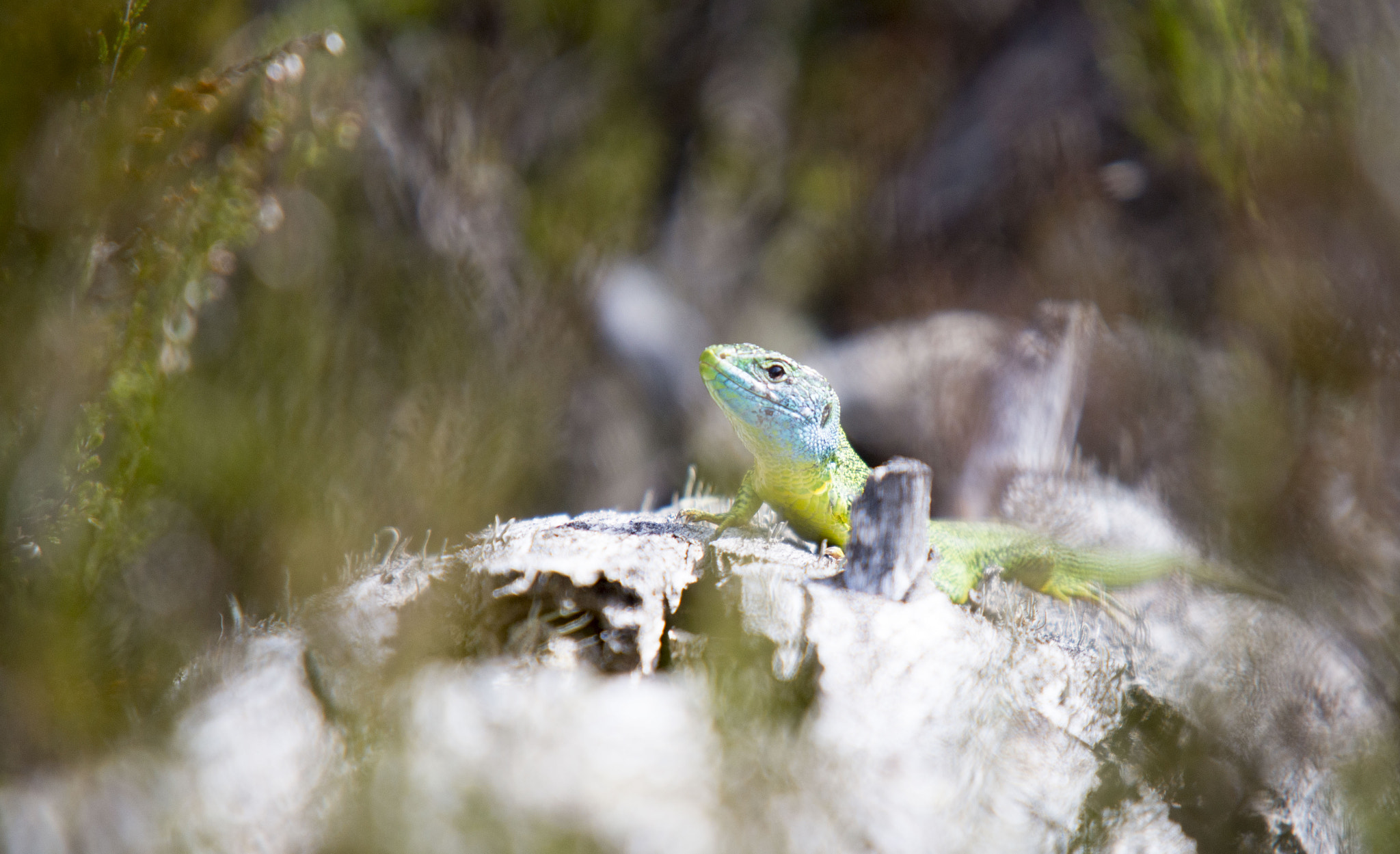
Lézard Vert (Lacerta bilineata).
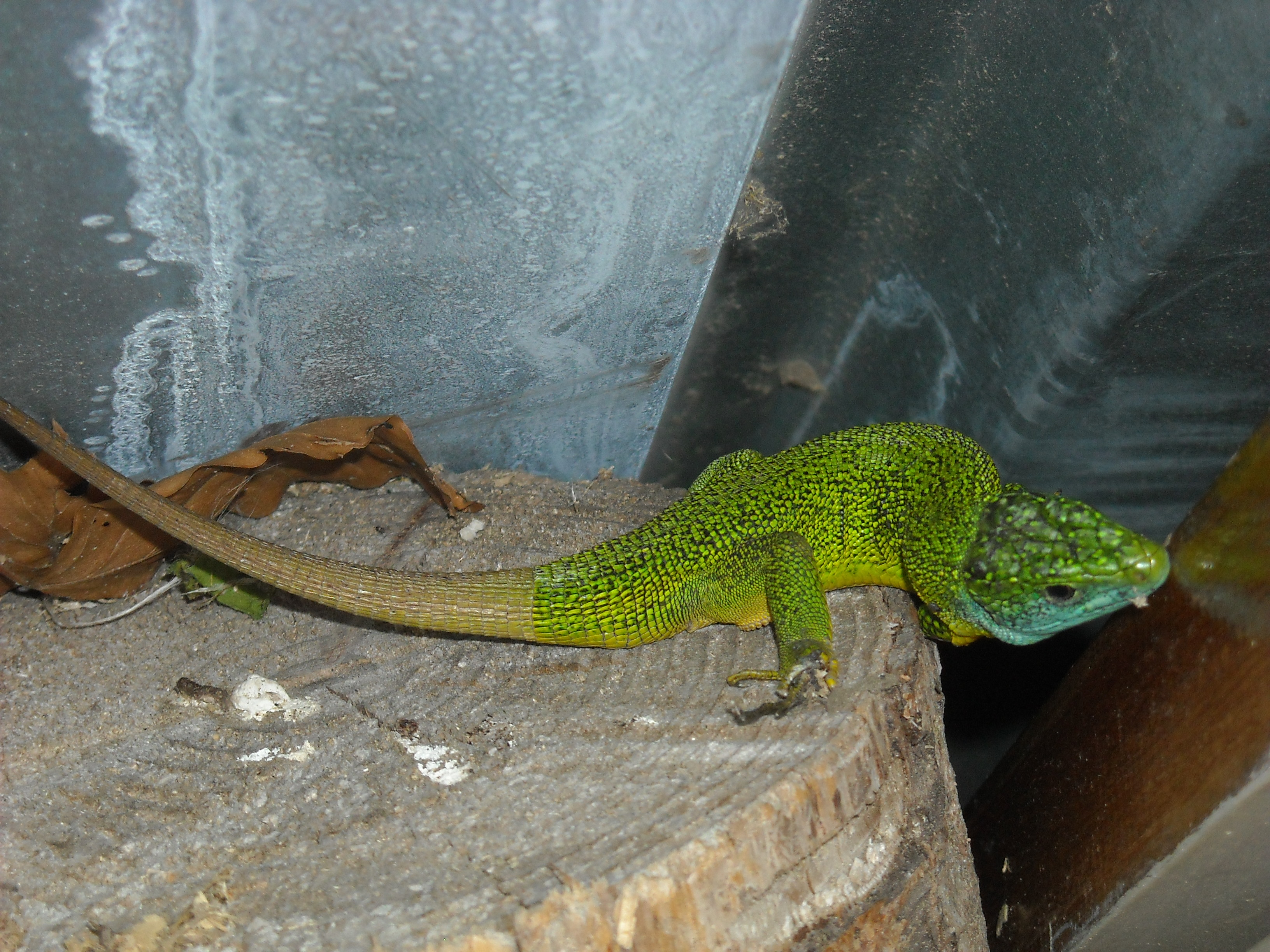
Lézard vert (Lacerta bilineata), près de Thônes (Haute-Savoie, 2009).